# 4S Ranch
4S Ranch es un área no incorporada ubicada del condado de San Diego en el estado estadounidense de California. La localidad se encuentra ubicada al este de Rancho Bernardo.